# Johann Karl Rodbertus
Johann Karl Rodbertus (-Jagetzow), född 12 augusti 1805 i Greifswald, död 6 december 1875 i Jagetzow, var en tysk nationalekonom, en av de främsta grundläggarna av den vetenskapliga socialismen, av Adolph Wagner kallad "den ekonomiska socialismens Ricardo". 
Rodbertus, vars far var professor i romersk rätt och justitieråd i svensk tjänst, studerade juridik vid Göttingens och Berlins universitet och blev 1827 preussisk ämbetsman. Han tog avsked 1832 och efter att under några år ha ägnat sig åt resor slog han sig 1836 ned på sitt inköpta riddargods Jagetzow i Pommern, där han var bosatt till sin död. Under ett par år deltog han i den aktiva politiken; 1847-49 var han sålunda ledamot av de olika efter varandra följande preussiska lantdagarna, och som ledare av vänstra centern lade han sig mycken vinn om Tysklands enhet under en monarkisk-konstitutionell författning och erkännande av Frankfurtparlamentets beslut; sommaren 1848 innehade han under ett par veckor kultusministerportföljen. Sedan systemet med treklassval oktrojerats, drog han sig tillbaka från politiken för att ägna sig åt författarverksamhet. 
Rodbertus kritiserade det rådande ekonomiska systemet särskilt utifrån att produktionen ej rättar sig efter samhällets behov, utan efter den förefintliga effektiva - med köpkraft utrustade – efterfrågan efter tillfredsställelsemedel. Hörnstenen för hans fördelningsteoretiska byggnad är den uppfattningen, att alla ekonomiska nyttigheter – till skillnad från de "naturliga", den äldre av naturen fritt givna – rent ekonomiskt sett, är endast produkter av arbete, nedlagt i dem, antingen omedelbart eller också medelbart: i verktyg, halvfabrikat o.s.v. Det arbete, som härvidlag kommer i betraktande såsom de ekonomiska nyttigheternas enda ursprungliga kostnadselement är det fysiska; det intellektuella är oavsett sin betydelse outsinligt och kostar ingenting. Men i det nuvarande samhället erhåller arbetarna endast en del av sina produkters värde, medan den övriga delen av nationalinkomsten antar karaktären av jordränta och kapitalvinst. Tillkomsten av denna arbetsfria inkomst beror på två samverkande orsaker: 1) den ekonomiska, att efter arbetsfördelningens införande frambringar arbetet mera än vad arbetarna behöver för sitt uppehälle och arbetets fortsättande, samt 2) den rättsliga, att den privata äganderätten till naturtillgångarna och kapitalföremålen existerar. Det försiggår alltså en utsugning av arbetarna, vilken blir allt större, i den mån arbetets produktivitet ökas genom utvecklingen. Arbetarna erhåller en lön, som visserligen kan stiga absolut, men sjunker relativt, d.v.s. i förhållande till det totala produktvärdet (nationalproduktionen). Detta är Rodbertus bekanta "lag om den fallande lönekvoten"; i denna ser han orsaken till den växande massfattigdomen och de ekonomiska kriserna. Hans kristeori är, i korthet, denna: produktionen ger en stigande avkastning, men arbetarnas köpkraft står i det stora hela stilla; inom vissa näringsgrenar kommer det följaktligen till överproduktion, och denna sprider sig alltmer. 
Det ideala botemedlet mot massfattigdom och ekonomiska kriser samt därmed åtföljande sociala missförhållanden erbjuds i ett kollektivistiskt samhällsskick. Detta skulle innebära samfälld äganderätt till naturtillgångar och kapital samt privat äganderätt för den enskilde till värdet av hans produkter (arbetsresultat), men genomförandet av detta samhällsskick kan möjligen inte ske inom femhundra år. Första steget i arbetarklassens frigörelse från jordägare och kapitalister är införande av en nationell lönetariff på grundval av en av staten fastställd normalarbetsdag och likaledes ett normalt dagsverke (styckearbete), utförbart med genomsnittlig flit och skicklighet. Detta dagsverke, som för en del individer kan kräva en längre, för andra en kortare tid än den som normal bestämda arbetsdagen, betalas med en för varje yrke periodiskt mellan arbetsgivare och arbetare, under statens auktoritet, överenskommen normal lönesats. På det sättet kommer arbetet att bli den allmänna värdemätaren för alla slag av nyttigheters värde. Från lönen avdras nödvändiga avgifter för till exempel statsförvaltning. Vid en sådan reform skulle även de traditionella pengarna ersättas med "lönesedlar" som betalningsmedel för varor och värdemätta efter beräknat normalt arbete. Staten utger dessa sedlar och försträcker lån av dem till arbetsgivare, alltefter antalet arbetare; arbetsgivarna ha att återgälda dessa lån i varor, värdesatta efter normalarbetet. Staten förvarar varorna i särskilda magasin, och här kan arbetarna, sedan de som lön mottagit sådana sedlar, utväxla dem i enlighet med det sålunda konstituerade värdet. Denna plan förefaller Rodbertus ha utvecklat, åtminstone ursprungligen, oberoende av Robert Owen och Pierre-Joseph Proudhon.
Enligt Rodbertus historisk-filosofiska uppfattning hade det mänskliga samhället genomgått det hednisk-antika stadiet – inneslutande successivt teokrati, kaststat, satrapi och politi –, under vilket stadium arbetande människor ägdes av människor, samt därefter inträtt i det kristlig-germanska stadiet – med kyrkstat, ständerstat, byråkratisk och så representativ stat. Detta stadium, varunder penninghushållningen utvecklar sig, kännetecknas av den privata äganderätten till naturtillgångar och kapital med åtföljande exploatering av arbetet. Nästa stadium blir det kristlig-sociala, utmärkt av en framträdande religiös karaktär och den ovannämnda kollektivistiska ordningen. Utvecklingen går från isolerad hushållning till folkhushållning och så till starkt centraliserad statshushållning. 
Genom sitt kraftiga framhållande av statsenhets- och statsallmaktstanken betecknas Rodbertus som "den moderna tyska statssocialismens klassiker". Han var "idealistisk socialist", nationell och monarkisk. I den socialdemokratiska rörelsen ville han ej deltaga; sålunda avböjde han Ferdinand Lassalles upprepade framställningar till honom att ansluta sig till "Allgemeiner Arbeiterverein". Den katedersocialistiska riktningen betecknade han något hånfullt som "sockervattenssocialism." Han utövade ett starkt teoretiskt inflytande på Lassalle; att han så gjorde på Karl Marx, förnekas åtminstone av Friedrich Engels. Flera icke-socialistiska nationalekonomer, som Adolph Wagner och Lorenz von Stein, tog också märkbart intryck av "den kontemplative Robinson" (som Rodbertus kallade sig själv). Rodbertus skrev även om jordbrukskrediten – med yrkande, att inte kapital-, utan endast räntefordringar skulle få intecknas och utsökas i jordegendom – samt lämnade värdefulla bidrag till kännedomen om det antika Roms ekonomiska rättshistoria.